# Districte de Comilla
El districte de Comilla és una divisió administrativa de Bangladesh a la divisió de Chittagong. La capital és Comilla. La superfície és de 3.085 km² i la població (2001) de 4.586.879 habitants. Al districte hi ha les municipalitats de Comilla Sadar, Barura, Chandina, Daudkandi i Laksham. La upazila de Comilla creada el 1983 incloïa 1 municipalitat, 18 wards, 19 unions parishads, 452 mouzes i 458 pobles, però fa pocs anys es va dividir.

## Administració
El districte estava format al cens del 2001 per 13 upaziles:
- Barura
- Brahmanpara
- Burichong
- Chandina
- Chauddagram
- Daudkandi
- Debidwar
- Homna
- Comilla
- Laksam
- Muradnagar
- Nangalkot

Posteriorment es van crear tres noves upaziles i la de Comilla es va dividir en dues arribant a 17:
- Monohorgonj
- Meghna
- Titas
- Comilla Sadar South
- Comilla Adarsa Sadar

## Història
Fou un districte de Bengala virtualment des de 1765 i formalment des de 1772 quan es va nomenar el primer col·lector, portant aleshores el nom de districte de Tipperah que incloïa les subdivisions de Comilla, Brahmanbaria i Chandpur. Va agafar el nom actual el 1960. El 1984 les subdivisions de Brahmanbaria i Chandpur foren segregades per formar districtes separats.
Vegeu: Districte de Tipperah

## Nota
1. ↑  [enllaç sense format] http://www.bbs.gov.bd/ apartat Census Results by Upazila/Thana que inclou els totals per districtes